# Магатхаммада
Магатхаммада (*бірм. မဟာသမ္မတ, 1742 — 1786) — останній володар М'яу-У в 1782—1785 роках. Його державу було приєднано до володань бірманської династії Конбаун.

## Життєпис
Належав до вищої знаті. Спочатку звався Тадо Аун. Його кар'єрі сприяв шлюб з небогою володаря Сандатадіти. Обіймав посаду мйози (намісника) провінції Рамрі (на півдні). Потім також отримав посаду летвем'яна (лівого військового радника). 1782 року після смерті Сандатадіти отримав трон. Прийняв тронне ім'я Магатхаммадараза. Спочатку призначив свого швагера Чав Бона головнокомандувачем, а молодшого брата Шітхлашве — спадкоємцем трону.
Становище залишалося складним, оскільки він мав владу над столичною областю та південний захід. Багато районів країни опинилися під контролем повстанців, серед яких найпотужнішим був Чав Хтве, який контролював південні землі. Проти нього було відправлено військо на чолі із Чав Боном,який змусив Чав Хтве уклали мир та визнали владу Магатхаммади. Чав Хтве став сплачувати останньому данину, але вже на законних підставах став напівсамостійним правителем своїх територій. Поступово поджібним чином вдалося приборкати інших очільників повстання.
Настав період стабільності. 30 червня того ж року Магатхаммада відвідав храм Будди Махамуні. 18 вересня він провів другу церемонію інтронизації та прийняв титул аггопоунн'язавраза (бірм. အဂ္ဂေါပုညာဇောရာဇာ). Але невдовзі держава зіткнулася з сильною повеню, що затопила заплавну дельту річки Каладан на тиждень, знищивши багато рисових полів і вбивши багато життів. Це підірвало економіку, викликало епідемію та голод.
Послабленням М'яу-У вирішив скористатися Бодопая, володар Бірми, відправивши у жовтні 1784 року військо на чолі із своїм сином Тадо Мінсо на чолі із 30-тисячним військом. Ворог розділив сили на 3 частини, які атакували з різних напрямків. Також зморя підійшов флот Бірми. Тут Чан Хтве намагався самостійно протистояти супротивнику. Він досяг початкового успіху, але зазнав невдачі через відсутність підкріплення від інших намісників. Незабаром він зазнав поразки і разом із сім'єю втік на північ М'яу-У. Потім південь держави, включаючи місто Тандуе, потрапив до бірманських військ.
Зацим ворог висадився на острові Рамрі, де було завдано поразки принцу Тхет Саншве, що втік до джунглів.  31 грудня 1784 року бірманські війська прибули та розбили табір у Лаунггьєта, на південний схід від столиці М'яу-У
Тим часом Магатхаммада зібрав багато сановників та аристократів і попросив у них поради щодо боротьби з бірманським вторгненням. Чав Бон переконав правителя укласти мир із Бодопаєю, віддавши тому за дружини свою доньку. Але Магатхаммада відкинув пропозицію, вирішивши чинити спротив. 31 грудня у битві біля Лаунгггьєта зазнав тяжкої поразки. Того ж дня Чав Бон спалив власний будинок і втік зі столиці. Це деморалізувало володаря, який також вирішив залишити свою столицю, перебравшись на острів Кюнтхая на 30 човнах.
1 січня 1785 року бірманські війська захопили столицю М'яу-У і таким чином поклали край майже п'яти століттям незалежності Аракана. Через 8 днів за допомогою зрадників захопили Магатхаммау та його родину, які переховувалися на острові Кюнтхая. Лише спадкоємець трону Шітхлашве  втік і сховався в джунглях.
Усі скарби разом з полоненим володарем Магатхаммадою було вивезено до Амарапури, також 20 тис. полонених для роботи на будівництвах, знать поваленої держави. Після цього багато араканців, рятуючись від асиміляторської політики Бодопаї, стали тікати на малонаселену територію прикордонних районів Бенгалії, яку нещодавно захопила Британська Ост-Індська компанія. Біженці стали використовувати британську територію як базу для вторгнень і грабіжницьких набігів на Аракан, піднімаючи його населення на повстання проти влади Бодопаї. Колишню державу М'яу-У було розділено на 4 провінції — М'яу-У, Рамрі, Ман Аун, Тантве, в кожному з яких стояла залога загарбника.
Колишній володар помер у полоні в Амарапурі 1786 року.